# Banff (Wielka Brytania)
Banff (gael. Banbh) – miasto w północno-wschodniej Szkocji, w jednostce administracyjnej Aberdeenshire, historyczna stolica hrabstwa Banffshire, położona nad zatoką Moray Firth, na zachód od ujścia rzeki Deveron, naprzeciw miasta Macduff. W 2011 roku liczyło 4082 mieszkańców.
Miasto założone zostało w XII wieku. W 1163 roku przez pewien czas przebywał tu król Malcolm IV. Od początku istnienia miasta funkcjonował tutaj port handlowy. Postępujące zamulenie spowodowało, że w XIX wieku utracił on na znaczeniu na rzecz portu w Macduff. W XIX wieku Banff odnotowane zostało jako ośrodek rybołówstwa, włókiennictwa, garbarstwa, produkcji nawozów sztucznych, takielunku, piwa i whisky. W 1887 roku zamieszkiwało tu 4203 osób.
Na wschodni brzeg rzeki, w kierunku Macduff wiedzie most łukowy z 1779 roku konstrukcji Johna Smeatona. Na obrzeżu miasta znajduje się XIX-wieczna rezydencja Duff House, współcześnie mieszcząca galerię sztuki stowarzyszoną ze Szkockimi Galeriami Narodowymi.
Znaczny odsetek lokalnej społeczności stanowią Polacy (w 2011 roku 4,4% ogółu). Działa tu Polska Szkoła im. Jana Pawła II.
Pod koniec czerwca w Banff rozpoczynają się międzynarodowe regaty jachtów, z metą w Stavanger w Norwegii.